# The Banner Saga
 (14 mai 2016).
The Banner Saga est un jeu vidéo de type tactical RPG développé par le studio Stoic composé de trois anciens développeurs de BioWare. Le jeu est composé de trois campagnes séparées dont la première a été publiée le 14 janvier 2014. Le projet est financé via Kickstarter à partir du 19 mars 2012. Le projet a récolté par ce biais un total de 723 886 dollars au travers de 20 042 personnes.
The Banner Saga a pour thème un environnement de fantasy fortement inspiré par l'esthétisme des vikings. Les musiques sont composées par Austin Wintory.
Le jeu a connu deux suites intitulées The Banner Saga 2 et The Banner Saga 3.

## Histoire

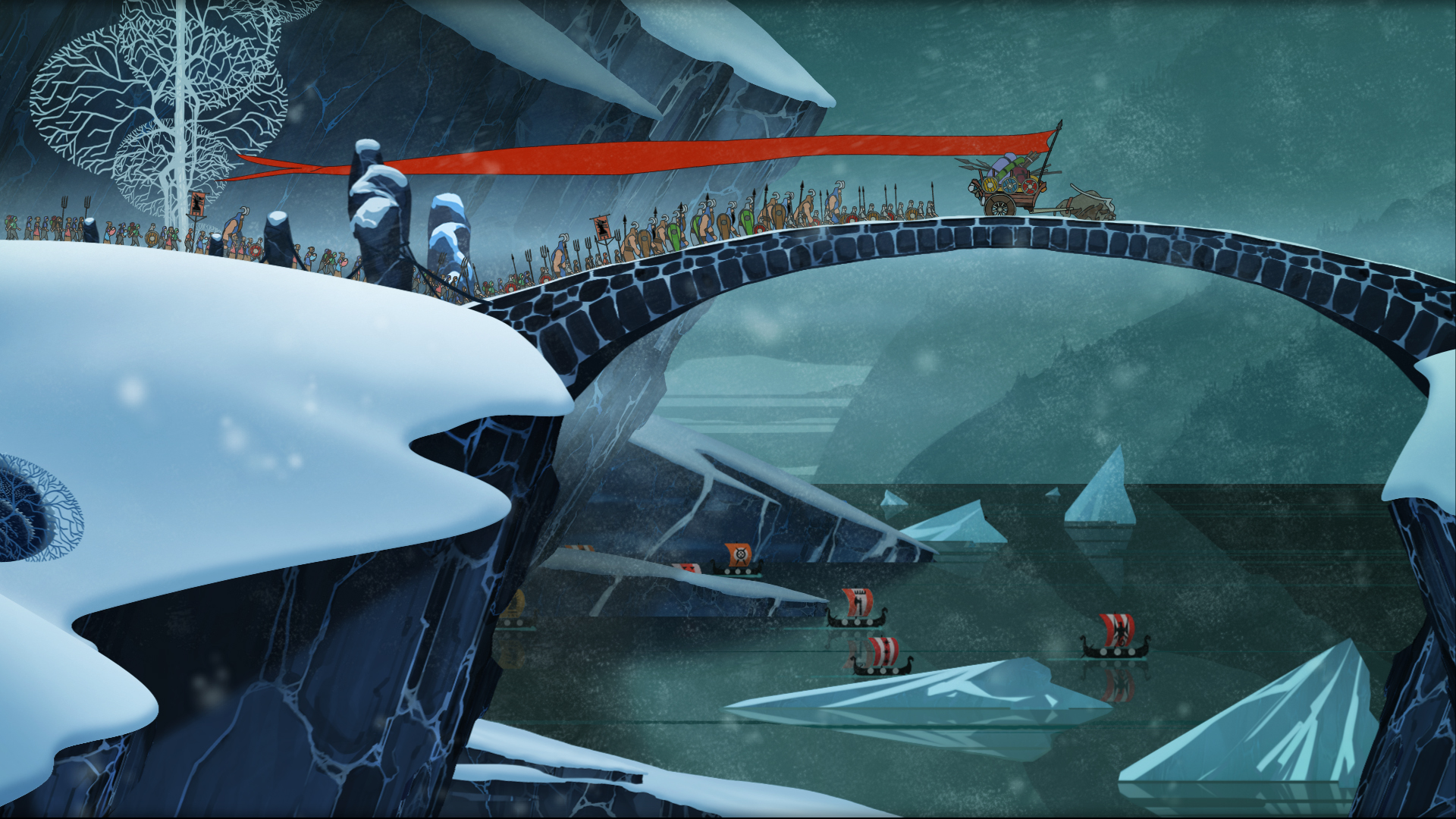
Artwork conceptuel du jeu.

L'histoire de The Banner Saga prend place dans un monde fictif fantastique fortement influencé par la culture et l'esthétisme des vikings et des peuples scandinaves au sens large. Le monde est habité par les hommes, mais aussi par les Varl ; de puissants géants cornus autrefois créés par les dieux. Jadis ennemis, hommes et Varl s'unirent face à la menace grandissante des dredges, des êtres de pierre hostiles qui tentèrent d'envahir le monde à plusieurs reprises. À l'époque du jeu, les dieux sont morts, et le soleil s'est immobilisé dans le ciel, interrompant le cycle du jour et de la nuit. Nul ne sait vraiment à quoi cela est dû, mais beaucoup prennent cela pour un mauvais signe. À cela s'ajoute le retour des dredges depuis longtemps boutés loin au nord et la fragilité de l'alliance entre hommes et Varl.
Le premier personnage que le joueur suit est Ubin, un varl scribe en mission de collecte d'impôts chez les humains pour le roi des varl. Accompagné de son garde du corps, Gunnulf, il arrive à Strand, une grande ville commerciale humaine où il sauve le gouverneur d'une attaque de rebelles Skalfing. Plus tard, le joueur suit l'aventure de Rook et de sa fille Alette, à l'autre bout du continent, dans le village de Skogr.

## Style graphique
Graphiquement, The Banner Saga est fortement inspiré du style des dessins animés traditionnels et en particulier par l'artiste Eyvind Earle. Celui-ci a participé à plusieurs films Disney, avec notamment un rôle important sur La Belle au bois dormant (1959), pour ensuite embrasser une carrière de peintre.
Le seul magicien jouable du jeu s'appelle d'ailleurs Eyvind, et l'on peut noter que lors de la campagne Kickstarter l'une des compensations offertes était justement un cadre de paysage reprenant le style des peintures de l'artiste.

## Système de jeu

### Généralités
The Banner Saga est un tactical-RPG dans la lignée de jeux tels que Fire Emblem ou Final Fantasy Tactics. Le joueur contrôle un ou plusieurs héros à travers le ou lesquels il assiste au déroulement de l'histoire à des lieux différents. Le jeu se divise en plusieurs phases : le voyage, les discussions entre personnages et les combats. Au cours du voyage la caravane se déplace à travers le monde en vue de côté et est confrontée à des situations diverses et variées qui implique une décision de la part du joueur. Cette décision pourra avoir une conséquence plus ou moins importante sur le déroulement de l'histoire, la quantité de vie ou le moral de la caravane. Au cours des dialogues, le joueur peut en apprendre plus sur les personnages et l'univers du jeu, mais peut aussi développer les liens entre ses unités. C'est aussi lors de cette phase que des choix importants peuvent être faits. Les combats se déroulent au tour par tour, le joueur peut déplacer ses unités sur des tuiles et effectuer des actions comme attaquer, briser l'amure d'un adversaire, utiliser sa capacité spéciale, etc. Les unités contrôlables sont des guerriers Humains (lancier, archers, massacreur, gardien, magnien...) et Varl (Maître Protecteur, Maître de Guerre, Rapace, etc.).
- La Caravane est le groupe que vous menez. C'est l'ensemble des personnes que vous avez sauvé et qui ont décidé de vous suivre vers un lieu plus sûr. Elle est constituée de Varls, de guerriers et de civils. Il est possible de perdre des membres de la caravane si celle-ci manque de vivres.
- Les Vivres sont les ressources que vous pouvez obtenir de diverses manières à travers le jeu et qui sont nécessaires à la survie de la caravane. La réserve de vivres se traduit en nombre de jours au cours desquels la caravane ne subira pas de pertes. Lorsque la réserve atteint 0 jours de vivres, chaque jour qui passe entraîne la mort de membres de votre caravane.
- Le moral définit le bonus ou le malus de points de volonté dont le joueur dispose au début d'un combat. Il varie selon les évènements qui se produisent dans le jeu et résulte des décisions prises par le joueur.

### Le campement
Les villes, villages, forts et campements représentent une interface importante tout au long du jeu et qui permet d'accéder à diverses options et actions.
- La tente de repos permet à la caravane de se reposer ce qui engendre une légère hausse du moral et la restauration de la santé des héros blessés au combat. Se reposer consomme toutefois des jours de vivres.
- La tente des héros permet de consulter son groupe de héros et d'interagir avec leurs statistiques (attribution d'objets, augmentation du niveau, distribution des points).
- La tente d'entraînement permet de tester les nouveaux héros acquis en toute sécurité, et ce pour pouvoir élaborer ses stratégies avant les véritables combats.
- Le marché, disponible dans certains villages et certaines villes, permet d'acheter des vivres et des artefacts qui augmentent certaines statistiques des héros.
- La carte du monde est consultable depuis le campement. Elle l'est également en voyage sans la nécessité d'établir le camp.

### Unités et gestion des classes
Dans le premier opus de la trilogie, le joueur peut contrôler des personnages parmi deux races : Hommes et Varl. Ces deux races se divisent en plusieurs classes qui ont leurs propres statistiques et les capacités spéciales.

#### Statistiques
Chacune de ces statistiques est disponible chez tous les personnages, leur minimum et leur maximum varient cependant selon les classes.
- Niveau de la capacité spéciale : définit le niveau, et donc la puissance de la capacité spéciale du personnage.
- Armure : l'armure protège l'unité des dégâts infligés par les adversaires. Les dégâts sont calculés ainsi : Points de force de l'attaquant - Points d'armure de la cible = dégâts infligés. Pour chaque point d'armure de la cible supérieur aux points de forces de son agresseur, les chances de toucher diminuent de 10%.
- Force : les points de force représentent à la fois la force de frappe et la santé de l'unité. Ainsi, plus la santé du héros est faible, moindre est sa force de frappe.
- Volonté : les points de volonté permettent de renforcer la puissance d'une attaque, de la capacité spéciale, ou la distance de déplacement d'une unité. En plus de disposer d'une réserve de base pour chaque unité, abattre un ennemi au combat attribue un point de volonté en réserve dans la "corne de volonté". Ce point peut être utilisé par n'importe quelle unité au cours de ce même combat.
- Effort : l'effort est la quantité de points de volonté utilisable en même temps sur la même action. Disposer d'un effort de deux, par exemple, permet d'augmenter de deux cases la distance de déplacement d'un personnage en utilisant deux points de volonté d'un coup.
- Destruction : les points de destruction représentent les dégâts que l'unité peut provoquer sur l'armure d'un adversaire. Ceux-ci peuvent aussi être augmentés grâce aux points de volonté. Même avec votre unité au seuil de la mort, vos dégâts de destruction ne baisseront pas.

#### Classes
Les personnages sont divisés en classes qui sont elles-mêmes divisées en sous-classes. Pour chaque sous-classe, les statistiques maximum sont données.
| Race   | Classe     | Sous-classe       | Capacité spéciale | Aptitude passive | Statistiques maximales                                                     |
| ------ | ---------- | ----------------- | --- | --- | -------------------------------------------------------------------------- |
| Humain | Guerrier   | Massacreur        | Fléau sanguinaire : le massacreur frappe plusieurs fois, au hasard, et inflige soit 1 point de dégât à la force, soit 1 point de dégât à l'armure par coups.                                                                                                   | Mur protecteur : lorsqu'il est près d'un allié, il octroie un point d'armure supplémentaire à celui-ci et voit son armure augmenter également. | Amure = 11/11 Force = 12/12 Volonté = 13/13 Effort = 3/3 Destruction = 2/2 |
|        |            | Lancier           | Empaler : le lancier embroche son adversaire, lui infligeant des dégâts normaux, avant de le repousser ce qui provoque un saignement qui fait perdre un point de force à l'adversaire par case sur lesquelles il se déplace au tour suivant.                   | Encouragement : à chaque qu'il tue un adversaire, les héros de l'équipe gagnent un point de volonté.                                           | Amure = 12/12 Force = 12/12 Volonté = 10/10 Effort = 3/3 Destruction = 2/2 |
|        |            | Gardien           | Ralliement : le gardien peut restaurer 1 à 3 points de volonté à ses alliés. | Petits pas : permet au héros de se déplacer au travers des cases occupées par les alliés.                                                      | n/d                                                                        |
|        |            | Chasseur          | Marquage de la proie : en marquant sa proie, le chasseur inflige de petits dégâts d'armure mais permet à tous les alliés adjacents d'attaquer instantanément l'ennemi visé.                                                                                    | Petits pas : permet au héros de se déplacer au travers des cases occupées par les alliés.                                                      | Amure = 11/11 Force = 12/12 Volonté = 8/8 Effort = 3/3 Destruction = 3/3   |
|        |            | Maître Assaillant | Mur de pierre : permet de résister aux dégâts de chaque coup reçu au tour suivant (valeur variant selon le niveau du personnage) | Mur protecteur : lorsqu'il est près d'un allié, il octroie un point d'armure supplémentaire à celui-ci et voit son armure augmenter également. | Amure = 16/16 Force = 12/12 Volonté = 11/11 Effort = 3/3 Destruction = 3/3 |
|        |            | Backbiter         | Run through : permet de passer au travers d'un ou plusieurs adversaires en infligeant des dégâts d'armures puis d'infliger des dégâts de force au dernier adversaire traversé.                                                                                 | Mur protecteur : lorsqu'il est près d'un allié, il octroie un point d'armure supplémentaire à celui-ci et voit son armure augmenter également. | n/d                                                                        |
|        | Archer     | Œil de lynx       | Fil conducteur : choisit une cible à portée et lui inflige des dégâts de force et d'armure ainsi qu'à tous les ennemis situés en ligne droite entre le tireur et la cible.                                                                                     | Perforation : en restant immobile, l'archer peut augmenter ses dégâts de 1 points par 2 points d'armures perdus par la cible.                  | Amure = 7/7 Force = 10/10 Volonté = 12/12 Effort = 3/3 Destruction = 2/2   |
|        |            | Guerrier du ciel  | Pluie de flèches : piège une case avec une pluie de flèches qui se déclenche quand un adversaire passe sur la case. La pluie de flèche inflige des dégâts et interrompt l'action de l'ennemi.                                                                  | Perforation : en restant immobile, l'archer peut augmenter ses dégâts de 1 points par 2 points d'armures perdus par la cible.                  | Amure = 8/8 Force = 9/9 Volonté = 13/13 Effort = 3/3 Destruction = 2/2     |
|        |            | Maître archer     | Oiseau de proie : permet de tirer sur des adversaires normalement hors de portée avec une chance de toucher de 100%. | Perforation : en restant immobile, l'archer peut augmenter ses dégâts de 1 points par 2 points d'armures perdus par la cible.                  | Amure = 8/8 Force = 10/10 Volonté = 12/12 Effort = 3/3 Destruction = 2/2   |
|        |            | Archer de siège   | Brasier : répand une flaque d'huile sur le sol et l'enflamme d'une flèche de feu, infligeant des dégâts de force et d'armure aux ennemis déjà présents sur les cases ou sur ceux passant sur les cases en feu.                                                 | Perforation : en restant immobile, l'archer peut augmenter ses dégâts de 1 points par 2 points d'armures perdus par la cible.                  | Amure = 10/10 Force = 7/7 Volonté = 13/13 Effort = 3/3 Destruction = 3/3   |
|        | Magnien    | Magnien           | Éclair : la foudre s'abat et frappe une cible, ignorant les points d'armure. Peut se propager sur les unités en diagonales, ajoutant à chaque fois un point de dégât. Réparation : restaure l'armure d'un allié de la moitié des points de volonté du magnien. | Aucune | Amure = 6/6 Force = 9/9 Volonté = 12/12 Effort = 2/2 Destruction = 2/2     |
| Varl   | Protecteur | Colosse           | Bélier : pousse l'ennemi de plusieurs cases en lui infligeant des dégâts d'armure, amplifiés par autant de points que d'ennemis qu'il traverse en reculant. | Rendre la pareille : lorsqu'il subit une attaque au corps à corps, son agresseur subit des représailles en perdant quelques points d'armure.   | Amure = 15/15 Force = 15/15 Volonté = 10/10 Effort = 2/2 Destruction = 4/4 |
|        |            | Provocateur       | Malveillance : insulte l'ennemi, le forçant à attaquer le lanceur de la provocation au tour suivant. | Rendre la pareille : lorsqu'il subit une attaque au corps à corps, son agresseur subit des représailles en perdant quelques points d'armure.   | Amure = 19/19 Force = 13/13 Volonté = 9/9 Effort = 2/2 Destruction = 3/3   |
|        |            | Maître protecteur | Douleur : inflige des dégâts d'armure à l'adversaire et augmente les dégâts d'armure infligé par le retour de flammes. | Rendre la pareille : lorsqu'il subit une attaque au corps à corps, son agresseur subit des représailles en perdant quelques points d'armure.   | Amure = 18/18 Force = 14/14 Volonté = 9/9 Effort = 2/2 Destruction = 4/4   |
|        | Combattant | Rapace            | Tempête : frappe plusieurs adversaires adjacents, infligeant des dégâts normaux, mais répandant les dégâts grâce à la capacité passive impact lourd. | Impact lourd : le guerrier frappe si fort que les ennemis adjacents à sa cible subissent aussi des dégâts.                                     | Amure = 12/12 Force = 18/18 Volonté = 11/11 Effort = 2/2 Destruction = 2/2 |
|        |            | Maître de guerre  | Impact : attaque puissante qui inflige des dégâts d'armure et de force en même temps. Combiné à la capacité passive. | Impact lourd : le guerrier frappe si fort que les ennemis adjacents à sa cible subissent aussi des dégâts.                                     | Amure = 12/12 Force = 18/18 Volonté = 8/8 Effort = 3/3 Destruction = 3/3   |
|        |            | Chef de guerre    | Foncer : modifie le tour de jeu de ses alliés en permettant à un allié de jouer tout de suite après l'ennemi suivant. | Impact lourd : le guerrier frappe si fort que les ennemis adjacents à sa cible subissent aussi des dégâts.                                     | Amure = 6/6 Force = 9/9 Volonté = 12/12 Effort = 2/2 Destruction = 2/2     |